# Olenivka, Kozelșciîna
Olenivka (în ucraineană Оленівка) este localitatea de reședință a comunei Olenivka din raionul Kozelșciîna, regiunea Poltava, Ucraina.

## Demografie
Componența lingvistică a localității Olenivka
     Ucraineană (97,99%)
     Rusă (1,81%)
Conform recensământului din 2001, majoritatea populației localității Olenivka era vorbitoare de ucraineană (97,99%), existând în minoritate și vorbitori de rusă (1,81%).